# سیستوپروستاتکتومی

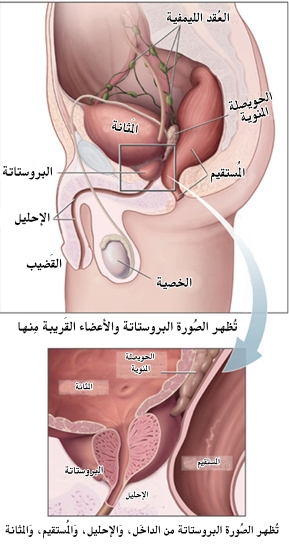
سیستوپروستاتکتومی

مثانه‌پروستات‌برداری یا سیستوپروستاتکتومی (Cystoprostatectomy) اصطلاح پزشکی است که به عمل جراحی برداشتن مثانه و پروستات از طریق یک برش در قسمت تحتانی شکم گفته می‌شود.
مهمترین علت سیستوپروستاتکتومی درمان سرطان است. در برداشتن کامل مثانه و پروستات، کیسه‌های منی را هم برمی‌دارند. پروستات و کیسه‌های منی غده‌هایی در دستگاه تناسلی مردان هستند که منی تولید می‌کنند